# Artur, valižanski princ
Arthur Tudor  (19. / 20. september 1486 - 2. april 1502) je bil valižanski princ, chesterski grof in cornwalški vojvoda. Bil je najstarejši sin in nesporni dedič Henrika VII. Angleškega in je po mnenju sodobnikov veljal za veliko upanje novo ustanovljene rodbine Tudor. Njegova mati je bila hči Edvarda IV. Elizabeta Yorška in z njegovim rojstvom je bila vzpostavljena zveza med Tudorji in rodbino York.
Načrti za Arturjevo poroko so se začeli še pred njegovim tretjim letom, za valižanskega princa pa je bil imenovan dve leti kasneje. Ko je dopolnil 11 let, so ga uradno zaročili s Katarino Aragonsko, hčerko mogočnih španskih katoliških kraljev, da bi s tem utrdili angleško-špansko zvezo proti Franciji. Artur je bil dobro izšolan in njegovo zdravje je bilo, v nasprotju z nekaterimi sedanjimi razmišljanji, zelo dobro celo njegovo življenje. Kmalu po poroki s Katarino leta 1501 se je mladi par naselil v gradu Ludlow v Shropshiru, kjer je Artur šest mesecev kasneje umrl zaradi neznane bolezni. Katarina je kasneje odločno zatrjevala, da njun zakon ni bil izpolnjen.
Leto dni po Arturjevi smrti je Henrik VII. ponovno poskusil vzpostaviti povezavo s Španijo s poroko Arturjevega mlajšega brata, valižanskega princa Henrika, s Katarino. Arturjeva nenadna smrt je Henriku odprla pot do prestola, kamor se je leta 1509 povzpel kot Henrik VIII. Ali sta Katarina in Artur izpolnila svojo zakonsko dolžnost v času njunega kratkega zakona je postalo kasneje bistveno, čeprav v drugem političnem kontekstu. To strategijo so namreč uporabili, da bi potrdili sum o veljavnosti Henrikovega zakona s Katarino, kar je pripeljalo do ločitve anglikanske cerkve od rimokatoliške.